# Philipp Joseph von Jariges
Philipp Joseph von Jariges (auch Philipp Josèphe Pandin de Jarriges, * 13. November 1706 in Berlin; † 9. November 1770 ebenda) war ein preußischer Staatsmann und Justizminister. Als Großkanzler war er der Nachfolger Samuel von Coccejis.

## Leben und Wirken
Jariges war der Sohn der Hugenotten Josèphe Pandin des Jarriges (1655–1720), der 1686 in Brandenburg Kavallerieoffizier geworden war, und Marie Morel (1666–1729), die einer Metzer Kaufmannsfamilie entstammte. Nach dem Besuch des Joachimsthalschen Gymnasiums studierte er ab 1722 in Halle Jurisprudenz und trat nach beendetem Studium 1727 sogleich als Hof- und Kriminalrat in die Dienste Friedrich Wilhelms I. Ein Jahr später ehelichte er Marie Anne de Vignoles (1704–1760), die als schön und gebildet beschrieben wird. Es gibt Gerüchte, Jariges habe seinen schnellen Aufstieg dem Kabinettsrat August Friedrich Eichel (1698–1768) zu verdanken, der mit ihm befreundet war und sich offenbar für seine Frau interessierte. Dieser hinterließ ihm 1768 sein gesamtes, recht umfassendes Vermögen, das schließlich an Jariges Tochter fiel.
1729 wurde Jariges Mitglied der neuen Geheimen Revisionskammer, 1731 Mitglied und kurz darauf Sekretär der Akademie der Wissenschaften. Diesen Posten behielt er bis 1748 bei, danach blieb er lebenslanges Ehrenmitglied. 1735 wurde er als Rat in das französische Oberkonsistorium berufen. Als Direktor des Französischen Obergerichts in Berlin hatte er ab 1740 die höchste Stellung in der französischen Kolonie inne.
1748 wurde Samuel von Cocceji von Friedrich II. in das eigens geschaffene Amt des Großkanzlers befördert und Jariges wurde mit dessen bisherigem Posten als Präsident des Kammergerichts betraut. Er wurde zum Vertrauten und Günstling Coccejis und unterstützte ihn bei der Durchführung der großen Justizreform. Das Verhältnis der beiden litt aber offenbar darunter, dass Jariges den Großkanzler mehrfach überging und kränkte.
Nach Coccejis Tod 1755 wurde Jariges zu seinem Nachfolger bestimmt. Da er jünger war als die übrigen vier Justizminister – der Lehens- und Kriminalminister, der Minister der geistlichen Justiz und der französische Kolonialminister –, oblag ihm zwar innerhalb des „Justizdepartements“ als Großkanzler die Aufsicht, er stand aber im Rang unter den anderen.
An die bedeutenden Leistungen seines Vorgängers konnte Jariges nicht anknüpfen, lediglich die 1755 geschaffenen Einrichtungen der Jurisdictionskommission und der Examinationskommission zählten zu seinen eigenständigen Leistungen. Die begonnene Justizreform und die Arbeit an einem allgemeinen Landrecht kamen unter ihm weitgehend zum Erliegen. Dennoch genoss er beim König wie auch bei seinen Kollegen – unter ihnen sein Nachfolger Carl Joseph Maximilian von Fürst und Kupferberg (1717–1790), mit dem er befreundet war – hohes Ansehen und konnte sein Amt bis zu seinem Tode behaupten.
1765  erschienen anonym die von Jariges verfassten Réflexions philosophiques et historiques d’un jurisconsulte, adressées à son ami à Turin sur l’ordre de la procédure et sur les décisions arbitraires et immédiates du souverain.
Sein Enkel war der spätere Schriftsteller Karl von Jariges.